# Wilhelm Baumeister (skådespelare)
Wilhelm Baumeister, född den 17 november 1810 i Berlin, död den 6 april 1875 i Görlitz, var en tysk skådespelare. Han var bror till skådespelaren Bernhard Baumeister och gift med skådespelerskan Therese Ringelhardt.
Baumeister var officer i preussiska hären, men drogs av oemotståndlig håg till teatern. Han anställdes vid hovteatern i Oldenburg, uppträdde sedan på flera andra tyska scener och stannade många år i Hamburg som en av Stadtteaterns mest omtyckta skådespelare. Han utförde älskare- och hjälteroller.